# No sweat
No sweat es el sexto álbum de estudio de la banda norteamericana de jazz-rock, Blood, Sweat & Tears. Fue publicado originalmente, en formato LP, con el sello Columbia Records (CBS, en España), bajo la referencia S-65276, en 1973.

## Historial
Tras el disco New blood, con el cambio de formación y su claro giro hacia un sonido más jazzístico, uno de los fundadores, Steve Katz, deja también la banda para trabajar con Lou Reed. También lo hace Chuck Winfield, en ambos casos una vez comenzada la grabación del siguiente disco, con dos temas ya finalizados. Precisamente estos temas (Roller coaster/Mary Miles) serán publicados en un sencillo por Columbia, sin que logre escalar mucho en los charts. El resto de los temas se graban con la adición del multiinstrumentista Tom Malone, en sustitución de Winfield. Malone asumirá también el bajo en la fase final de la grabación, al haberse marchado también Jim Fielder (que, no obstante, está en la mayor parte de los cortes).
El álbum, se publicará a mediados de septiembre y sólo alcanzará el n.º 72 del Billboard 200. Un segundo sencillo (Save our ship) no logrará aparecer siquiera en las listas. Se incluyeron temas de Randy Newman, Steve Winwood y de los grupos Dreams y Atlanta Rhythm Section, aparte de varias composiciones propias.

## Créditos técnicos
El disco de grabó en los Estudios Electric Lady, de Nueva York, y en los Trident Studios de Londres, con Ralph Moss y Lou Waxman como técnicos de sonido, y Ken Scott y Ted Sharp, como técnicos de mezclas. La producción correspondió a Steve Tyrell. La portada fue diseñada por John Berg.

## Listado de temas

### Cara A
- 1.Roller Coaster (Mark James)
- 2.Save our ship (Cynthia Weil/Georg Wadenius)
- 3.Django, an excerpt (John Lewis)
- 4.Rosematy (Randy Newman)
- 5.Song for John (Lou Marini)
- 6.Almost sorry (Jeff Kent/Dough Loubahn)

### Cara B
- 1.Back up against the wall (Buddy Buie/J.R.Cobb)
- 2.Hip Pickles (lou Marini)
- 3.My old lady (C.Weil/G. Wadenius)
- 4.Empty pages (steve Winwood/Jim Capaldi)
- 5.Mary Miles (Michael Rabon)
- 6.Inner crisis (Larry Willis)

## Músicos
- Jerry Fisher - cantante
- Lew Soloff - trompeta y fliscorno.
- Tom Malone - trompeta, fliscorno, trombón, saxo barítono y flauta.
- Dave Bargeron - trombón y tuba.
- Lou Marini - saxo alto, saxo tenor y saxo barítono.
- Georg Wadenius - guitarra y coros.
- Larry Willis - piano, piano eléctrico y órgano.
- Jim Fielder - bajo y guitarra.
- Bobby Colomby - batería, percusión y coros.

Además, en algunos temas intervinieron Steve Katz (guitarra), Chuck Winfield (trompeta, fliscorno y trompa), Dave Hentschell (sintetizador), Frank Ricotti y Jimmy Maelen (percusión). Los coros corrieron a cargo de Valerie Simpson, Joshie Armstead y Maeretha Stewart. Finalmente, Paul Buckmaster arregló y dirigió la sección de cuerdas, y programó los sintetizadores.